# 弦楽四重奏曲第11番 (モーツァルト)
弦楽四重奏曲第11番 変ホ長調 K. 171 は、ヴォルフガング・アマデウス・モーツァルトが1773年に作曲した弦楽四重奏曲。6曲ある『ウィーン四重奏曲』のうちの4曲目であり、『ウィーン四重奏曲第4番』とも呼ばれる。

## 概要
1773年の8月にウィーンで作曲された6曲の『ウィーン四重奏曲』の4曲目の作品で、第10番（K. 170）と同じく第2楽章にメヌエットを配置し、実験的な意欲を見せている。
形式だけでなく、それまでより激しい感情表現などにも、ハイドンの弦楽四重奏曲の影響が見られ、特に『弦楽四重奏曲集 作品17』と『太陽四重奏曲 作品20』をモデルにしている。

## 曲の構成
全4楽章、演奏時間は約13分。
- 第1楽章 アダージョ - アレグロ・アッサイ
変ホ長調、4分の4拍子、ソナタ形式。
- 第2楽章 メヌエット - トリオ
変ホ長調 - 変イ長調、4分の3拍子。
- 第3楽章 アンダンテ
ハ短調、4分の4拍子、二部形式。
- 第4楽章 アレグロ・アッサイ
変ホ長調、8分の3拍子、ソナタ形式。